# Bengt Inghammar
Bengt Evald Inghammar, född den 4 augusti 1940 i Göteborg, död 28 juni 2024, var en svensk präst. Han var son till Evald Inghammar.
Inghammar avlade 1965 teologie kandidatexamen vid Lunds universitet och prästvigdes samma år. Han blev 1978 kyrkoherde i Annedals församling och var mot slutet av sin tjänstgöring även kontraktsprost i Domprosteriet.
Inghammar var 2001 en av de drivande krafterna bakom bildandet av nomineringsgruppen Öppen Kyrka - en kyrka för alla (ÖKA), som med tydlighet arbetade att också kvinnor med självklarhet hade sin plats i vigningstjänsten som präst och biskop. Inghammar blev 2002 ÖKA:s första representant i Kyrkomötet, där han under flera mandatperioder bland annat arbetade för att även samkönade par ska omfattas av kyrkans välsignelse. Han var aktiv i kyrkomötets gudstjänstutskott och bidrog till ett mer inkluderande språk i den nya kyrkohandboken (2018).
Inghammar, som blev emeritus 2007, var sedan 2002 ledamot av stiftsstyrelsen i Göteborgs stift, där han representerade Öppen kyrka.
På 1980-talet anmäldes Inghammar till Göteborgs domkapitel för att ha välsignat ett homosexuellt par. Han har öppnat för att det ska vara obligatoriskt för präster att viga samkönade par och jämfört med kravet på nya präster att acceptera kvinnlig prästvigning för att få bli präster i Svenska kyrkan.
Inghammar mottog Allan Hellman-priset 1989.